# Paryse Martin
Pour les articles homonymes, voir Martin (nom de famille).
Paryse Martin, née en 1959 à Caribou (Maine (États-Unis)) et morte le 4 mars 2024 à Québec (Canada), est une artiste canadienne contemporaine engagée. Pédagogue et féministe, elle évolue dans plusieurs disciplines, notamment la peinture, la sculpture, l'illustration et l'animation. Elle a été boursière du Conseil des arts du Canada et du Conseil des arts et des lettres du Québec à de nombreuses reprises.

## Formation
En 1986, elle complète un baccalauréat en arts visuels puis sa maîtrise en 1994 à l'Université Laval. Elle obtient un doctorat en études et pratiques des arts de l'Université du Québec à Montréal en 2007.
Paryse Martin enseigne à l'École d'art de l'Université Laval depuis 2000.

## Biographie
Paryse Martin participe à plusieurs expositions individuelles et collectives tant au Québec qu’à l’étranger. De 1986 à 1997, elle œuvre à titre de commissaire et coordonne le Symposium de la jeune peinture de Baie-Saint-Paul.
En 1990, elle fait l'objet de censure, en créant la controverse lors de l'installation intitulée Modeste et Mignon. En effet, l'exposition de sculptures phalliques n'est pas du goût du public. Pour Paryse Martin, ces pénis-pâtisseries se veulent pourtant être un hommage aux hommes. Le Musée du Bas-Saint-Laurent craint de choquer sa clientèle.
En 1996, elle est également commissaire d'une exposition où exposent une dizaine d’artistes qui partagent la conception d'un art de la récupération. Paryse Martin cultive très tôt l'art du détournement d'objets dans un processus de création onirique, s'inspirant en cela du mouvement surréaliste.
Paryse Martin développe une pratique multidisciplinaire en associant dessin, sculpture, installation et animation. Elle crée des formes, des motifs avec un savant dosage d'épure et de profusion, que ce soit dans ses dessins, à l’aquarelle ou au crayon de bois, ou dans ses sculptures de bronze à la cire perdue. Les œuvres de l’artiste, étranges et attirantes, s'inspirent à la fois du baroque et du surréalisme, et empruntent aux rêves et aux contes. Son travail peut relever à la fois du dessin documentaire ou de l'univers kitsch.
La série La raison du mouvement multiplie joue sur le détournement des symboles, on y observe des corps humains où s'entremêlent des morceaux de machines, de végétaux, d'animaux, une sorte d'assemblage hétéroclite qui évoquerait un grand cosmos quelque peu chaotique à l'image de l'inconscient.

## Pratique artistique
Paryse Martin interroge la place de l'homme dans la nature, fait dialoguer le quotidien et le spectaculaire, la réalité et la magie. Elle cherche à repousser les frontières entre l'utilitaire et le décoratif, en empruntant des techniques artisanales ou des références à l'art populaire. L'artiste tente de briser les conventions en jouant sur l'inattendu. Son art se veut une forme de résistance à l'ennui profond que l'on éprouve à toujours vouloir suivre les règles. Sa démarche artistique fait parfois écho à celles de Riopelle ou de René Derouin. Son œuvre, jugée audacieuse, a amené l'artiste à être exposé à côté de Borduas, de Pellan et du collectif BGL.
Qualifiée de « pionnière », après trente ans de carrière, Paryse Martin continue de brouiller les codes, avec des œuvres aux interprétations multiples. Toutefois, une constante que l'on pourrait retrouver chez l'artiste est son engagement politique. En effet, le féminisme, l'environnement, la science et l'écoanxiété sont des thèmes qui inspirent Paryse Martin. Ce sont les thèmes d'une quarantaine de ses œuvres exposées à la Galerie 3 à Québec, et de l'exposition Spunkt Art Now qui réunissait des artistes autour de l'art visuel post-punk à la Galerie d'art Antoine-Sirois à Sherbrooke. On a pu associer l'art exubérant de Paryse Martin au mouvement d'une esthétique post-moderniste. Engagé depuis trois décennies, classé à l’avant-garde, son art de la subversion mêle des motifs délicats à des airs de rébellion.
En 2021, Paryse Martin contribue au sauvetage de l'arbre emblématique de la ville de Québec – l’arbre au boulet, abattu le 16 mars 2021 – en conservant certaines parties de cet orme d'Amérique pour réaliser des moulages à l’Atelier du bronze d’Inverness qui serviront à la réalisation d'une œuvre d'art publique.

## Œuvres

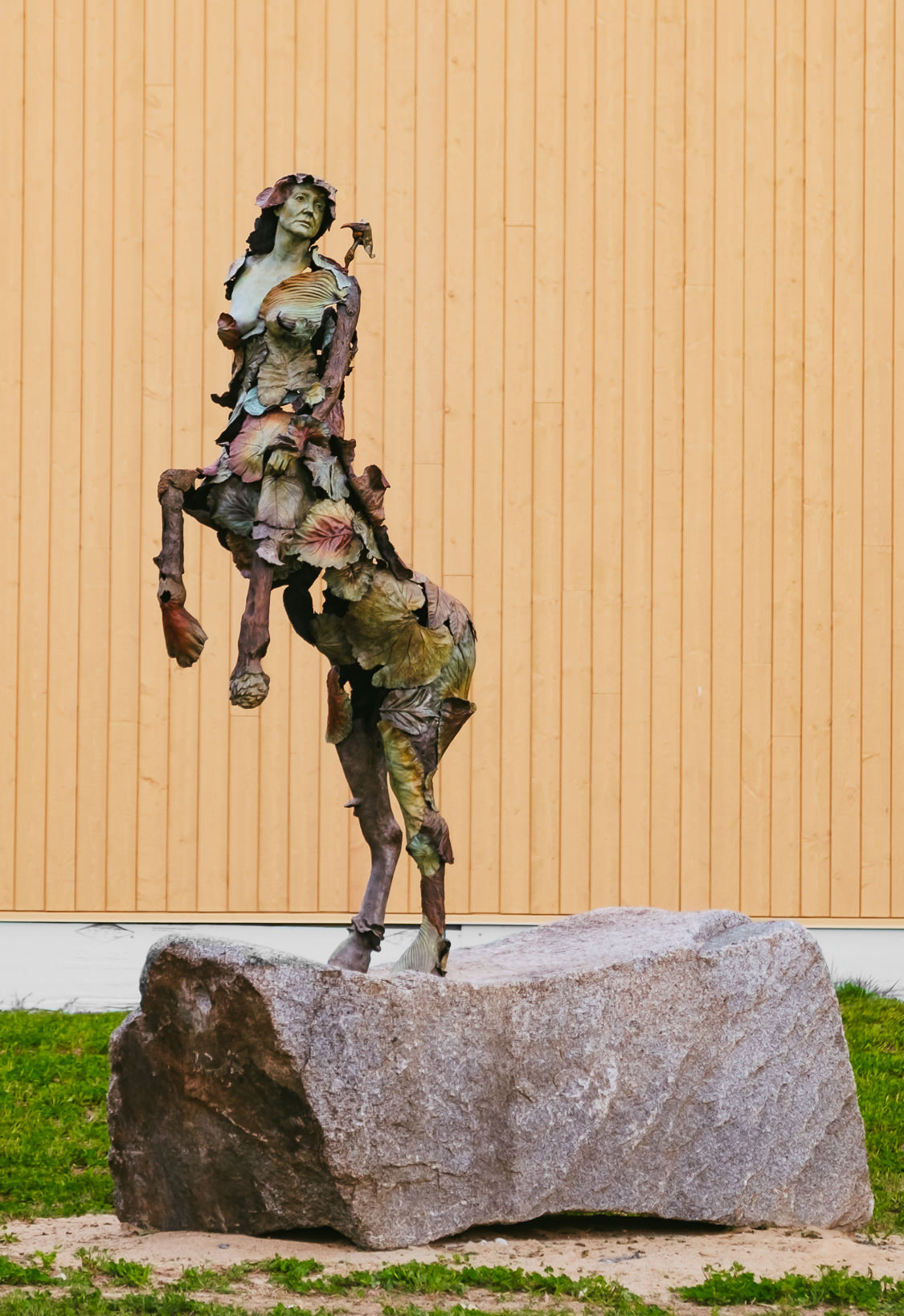
L’harmonie des cosmos, 2021.

- Effleurements du 25 octobre, Musée national des beaux-arts du Québec (1992)[18]
- Dentier de crocodile, Musée national des beaux-arts du Québec (1993)[19]
- Le jour, 275 rue De Saint-Vallier Est (1995)[20]
- L'Îlot d'été, Musée national des beaux-arts du Québec (2005)[21]
- Sculpture, Domaine Joly-De Lotbinière (2004)
- L'Univers chiffonné, Musée national des beaux-arts du Québec (2005)[22]
- Cultiver l'imaginaire,Ville de Montréal (2007) [23]
- Petit Savant fou (Chien 5), Musée national des beaux-arts du Québec (2014)[24]
- H, Cégep Héritage (2016)[25]
- Prosperus (2018), Institut national d’agriculture biologique, Cégep de Victoriaville[26]
- Les parcours ondulatoires, Place Sainte-Foy (2019)[27]
- L’harmonie des cosmos, centre équestre de Bécancour, bronze et granite (2021) 4x8x12 pieds.
- Œuvre d'art public (titre à venir), rue Saint-Louis, Ville de Québec[28]
- Le Silence des augures, 2022, Musée national des beaux-arts du Québec, 96 x 127,5 cm
- Apprivoiser ses vertiges, 2025 (oeuvre posthume), rue Sainte-Famille, parcours hommage qui souligne l’apport du Collège François-de-Laval[29]Le jour sculpture de Paryse Martin et Jean-François Filion située à Québec

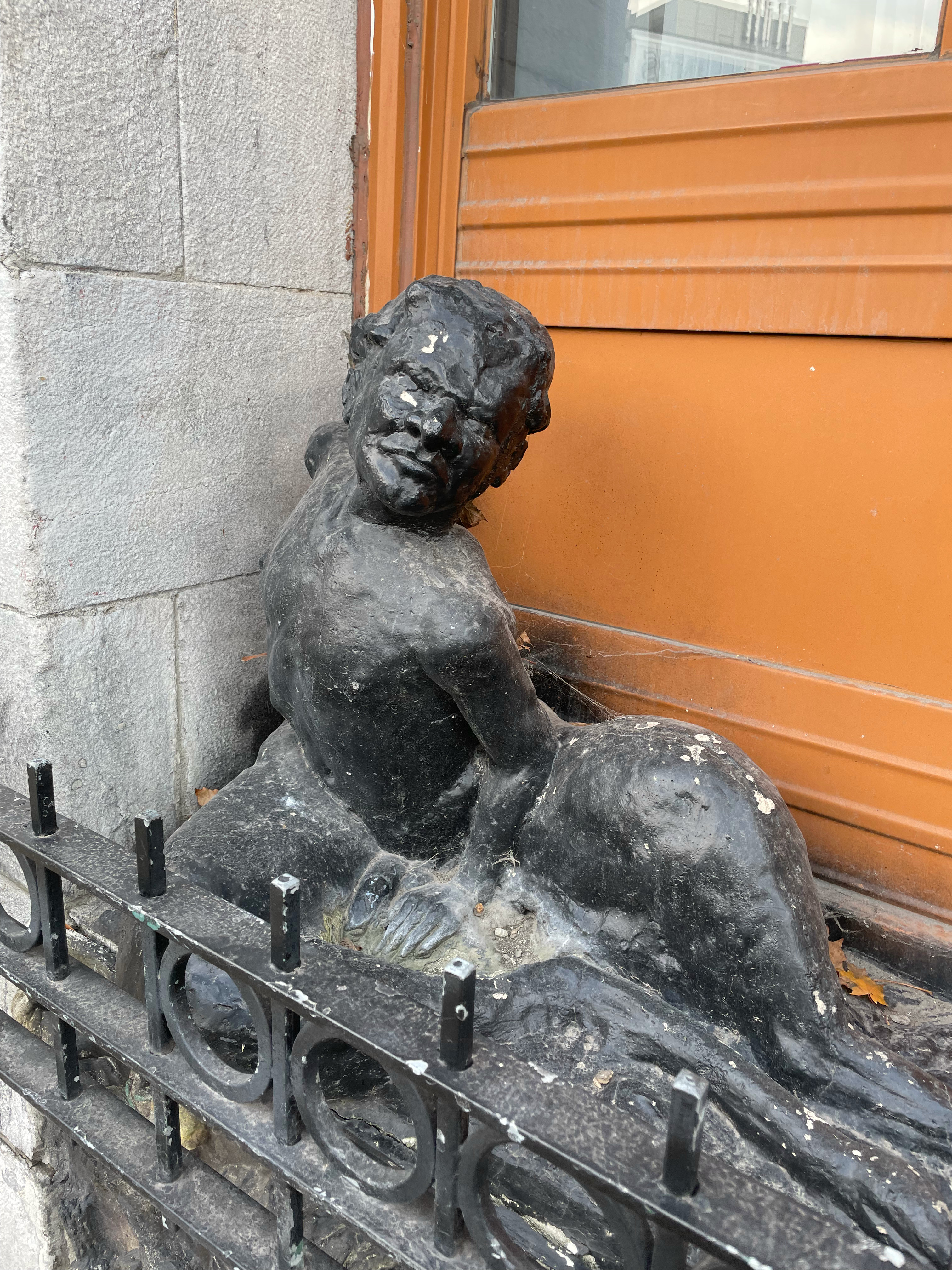
Le jour sculpture de Paryse Martin et Jean-François Filion située à Québec

## Expositions sélectionnées

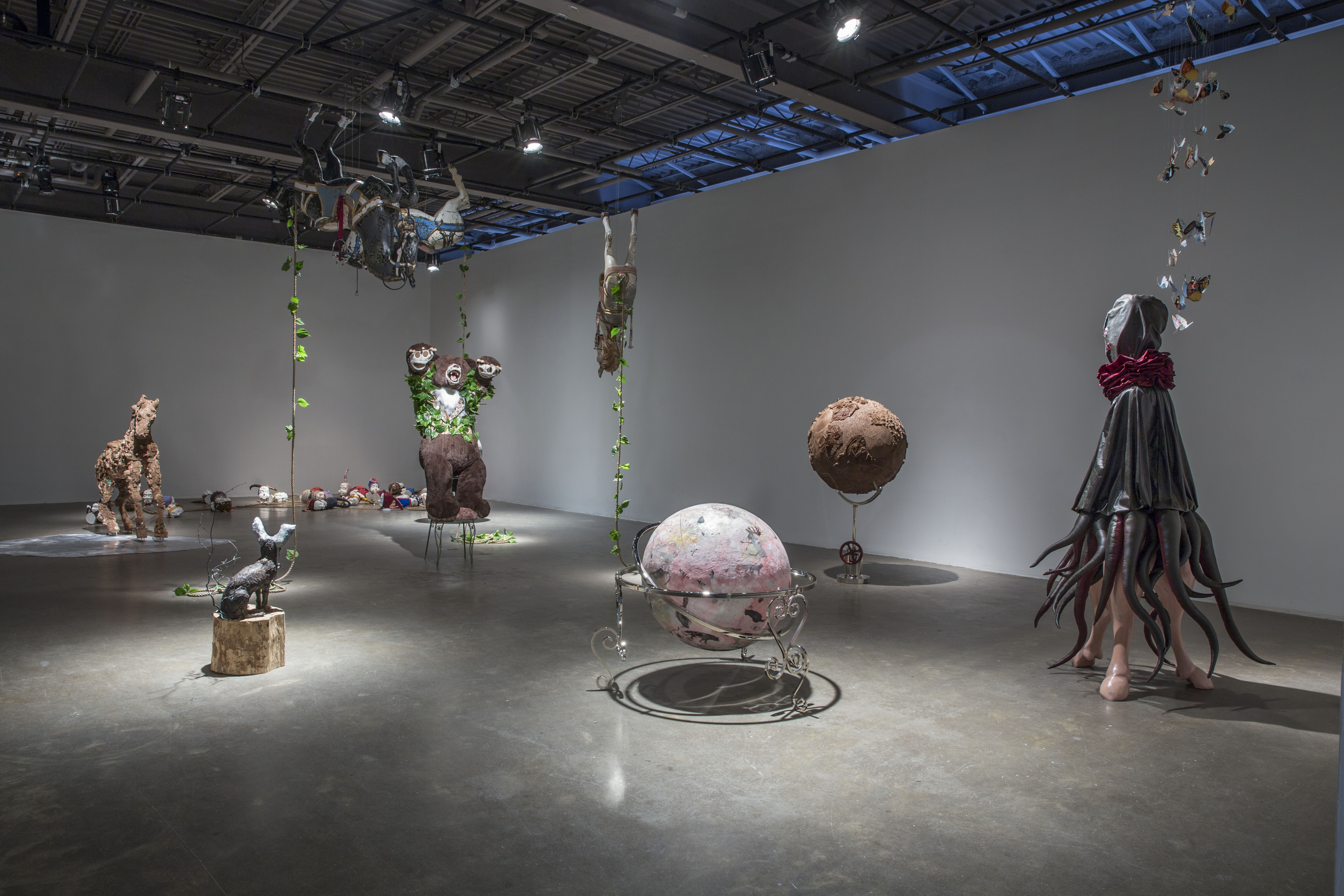
Histoires lacrymogènes, 2013.

- 1992 : Petits effleurements pour un gourmand illicite, Galerie Simon Blais, Montréal. Du 2 décembre 1992 au 9 janvier 1993[18]
- 1997 : Les Glaces, Galerie L’Oeil de Poisson, Québec. Du 14 février au 16 mars 1997[30]
- 2005 : Sauvage et cultivée, Galerie Esthésio art contemporain, du 22 avril au 15 mai 2005
- 2013 : Histoires lacrymogènes , Galerie L’Oeil de Poisson, Québec[31]
- 2013 : KLOMP, CIRCA, art actuel, Montréal[32]
- 2015 : La raison du mouvement, Galerie Michel Guimont, Québec[33]
- 2017 : Magnificat, en duo Josée Landry Sirois, Maison Hamel-Bruneau dans le cadre de la Biennale de Québec, Manif d'art 8, Québec[34]
- 2019 : Limbes et renversements, Galerie 3, Québec[35]
- 2022 : Paryse Martin, Galerie 3, Québec[36]
- 2023 : Paryse Martin - Regards obliques, Musée d'art contemporain de Baie-Saint-Paul, 25 novembre 2023 au 2 juin 2024[37]

## Prix et distinctions
- 2020 : Prix d'excellence des Arts et de la Culture : Prix Videre Reconnaissance en arts visuels
- 2014 : Prix Videre Création en arts visuels[38]